# Наке, Альфред

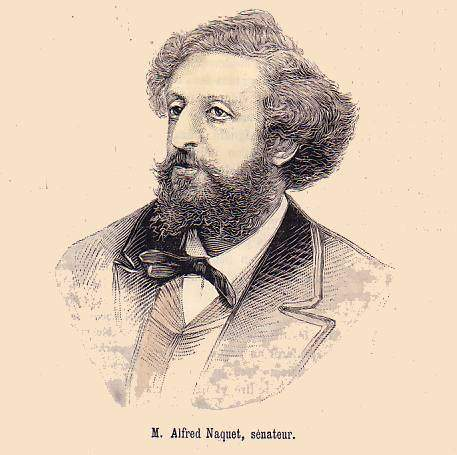
Альфред Наке

Альфре́д Наке́ (фр. Alfred Naquet; 6 октября 1834, Карпантрас (Франция) — 10 ноября 1916, Париж) — французский врач, химик и политический деятель.

## Биография
Был профессором в Палермо и Париже. В 1867 году за принадлежность к тайному сообществу приговорён к штрафу и 15 месяцам тюрьмы. В 1869 году вновь присуждён к штрафу и 4-месячному заключению, с пожизненным лишением прав, за сочинение: «Religion, propriété, famille» (Paris, 1869; 2 изд.: Bruxelles, 1877), но успел бежать в Испанию, где принял участие в восстании.
В 1870 году он вернулся на родину после амнистии и принял деятельное участие в перевороте 4 сентября 1870 года. В 1871 году он был избран в национальное собрание и занял место в рядах крайней левой. Вместе с Мильо он предложил (безуспешно) признать Наполеона III ответственным за войну и конфисковать его имущество для покрытия военных издержек. С 1876 по 1882 год был членом палаты депутатов, в 1882 году избран сенатором. В 1876 году выступил с законопроектом о разводе и, после ожесточенной борьбы в печати, митингов, публичных лекций (за эту борьбу он получил кличку «апостол развода»), провёл его через обе палаты (1884; дополнение к закону — 1886). В защиту развода Наке написал весьма известный трактат «Le divorce» (Paris, 1877; 2 изд.: 1881).
В 1889 году сложил с себя полномочия сенатора, мотивировав это тем, что он — принципиальный противник Сената и вступил туда лишь для того, чтобы провести закон о разводе. В 1887 году Наке примкнул к генералу Буланже, одним из наиболее настойчивых сторонников которого и оставался до конца своей политической карьеры. Противники обвиняли его, и не без основания, в том, что он советовал генералу Буланже прибегнуть к насильственному государственному перевороту. За свой образ действий в этом направлении Наке в 1888 году был исключён из партии «крайней левой». В 1890 году он был вновь избран депутатом, но через год, приведённый в отчаяние крушением буланжизма и потеряв значительную часть своей популярности, сложил с себя полномочия. Вновь избран в Палату депутатов как радикал в 1893 году, но заметной роли не играл, а в 1898 году своей кандидатуры не выставил.

## Сочинения
Из его работ, помимо указанных, имеют значение:
- Application de l’analyse chimique et de l’Isom é rie. — Paris, 1860.
- Des sucres. — Paris, 1863.
- Principes de chimie fond és sur les thé ories modernes. — Paris, 1865 (2 изд.: 1866—67).
- De l’Atomicité. — Paris, 1868.
- La république radicale. — Paris, 1873.
- Questions constitutionnelles. — Paris, 1883.
- Socialisme collectiviste et socialisme libéral. — Paris, 1890.